# Motorschirm

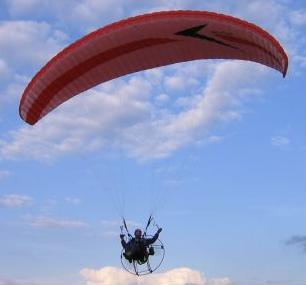
Motorschirm im Flug

Ein Motorschirm ist im weitesten Sinne ein mit Motor ausgerüstetes Gleitsegel. Heute wird darunter allerdings gemeinhin speziell ein mit Rucksackmotor oder Trike („Rucksackmotor mit Rädern“) ausgerüsteter Gleitschirm verstanden. Motorschirme sind Luftsportgeräte und in einigen Ländern mit luftrechtlichen Problemen konfrontiert.

## Geschichte
Erste Motorschirmflüge erfolgten bereits 1964, allerdings nicht mit Gleitschirmen, sondern mit Flächenfallschirm: Am 1. Oktober 1964 meldete Domina Jalbert sein kasten- bzw. matratzenförmiges mehrzelliges Fallschirmkonzept („Jalbert Parafoil“ oder kurz „Parafoil“ genannt) an; dessen Prinzip liegt praktisch allen heutigen Sportfallschirmen und Gleitschirmen zugrunde. 1964 flog eine erste motorisierte Version von Nicolaides.

## Funktionsweise

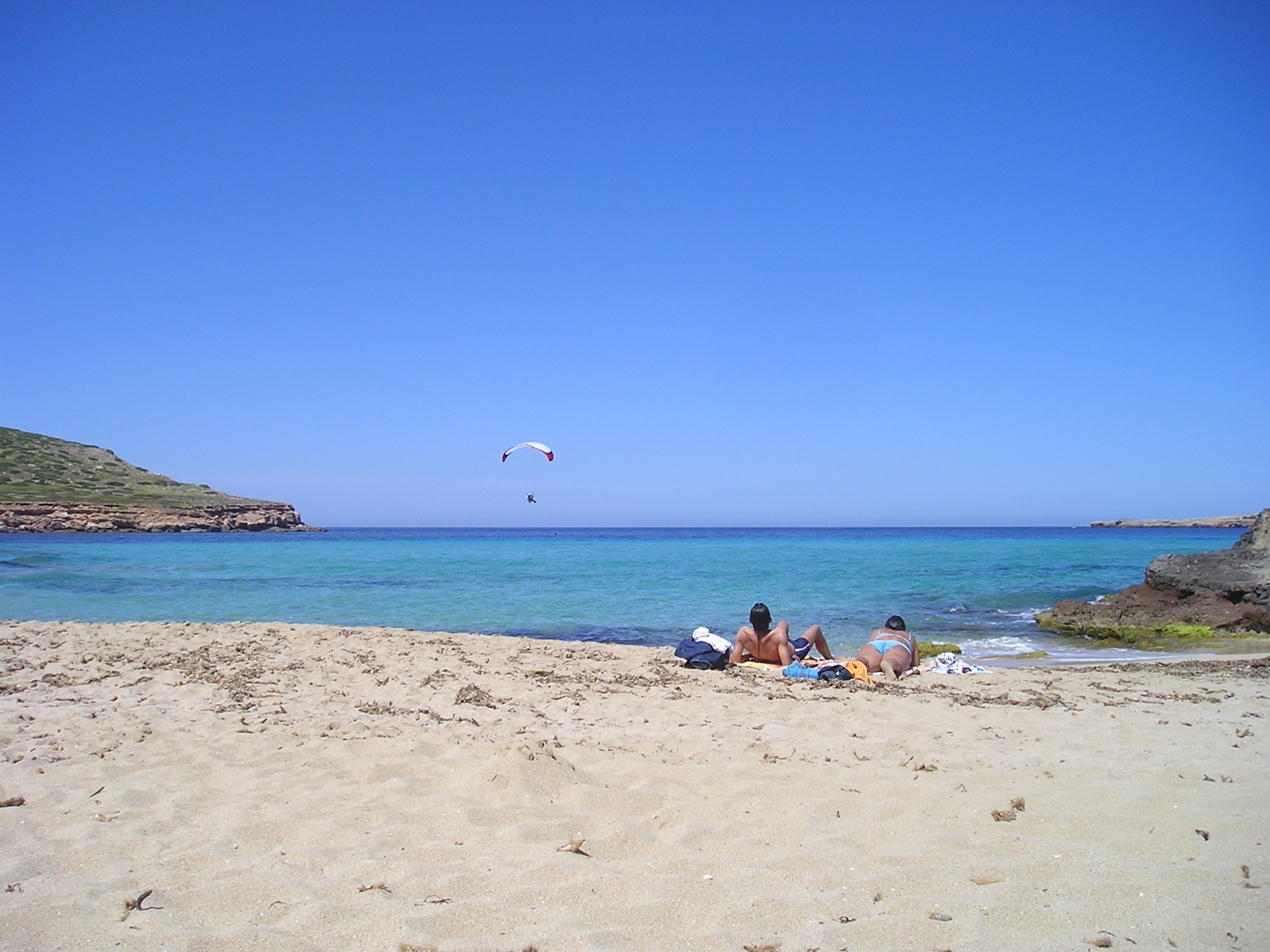
Motorschirm über der CalaConta, Ibiza

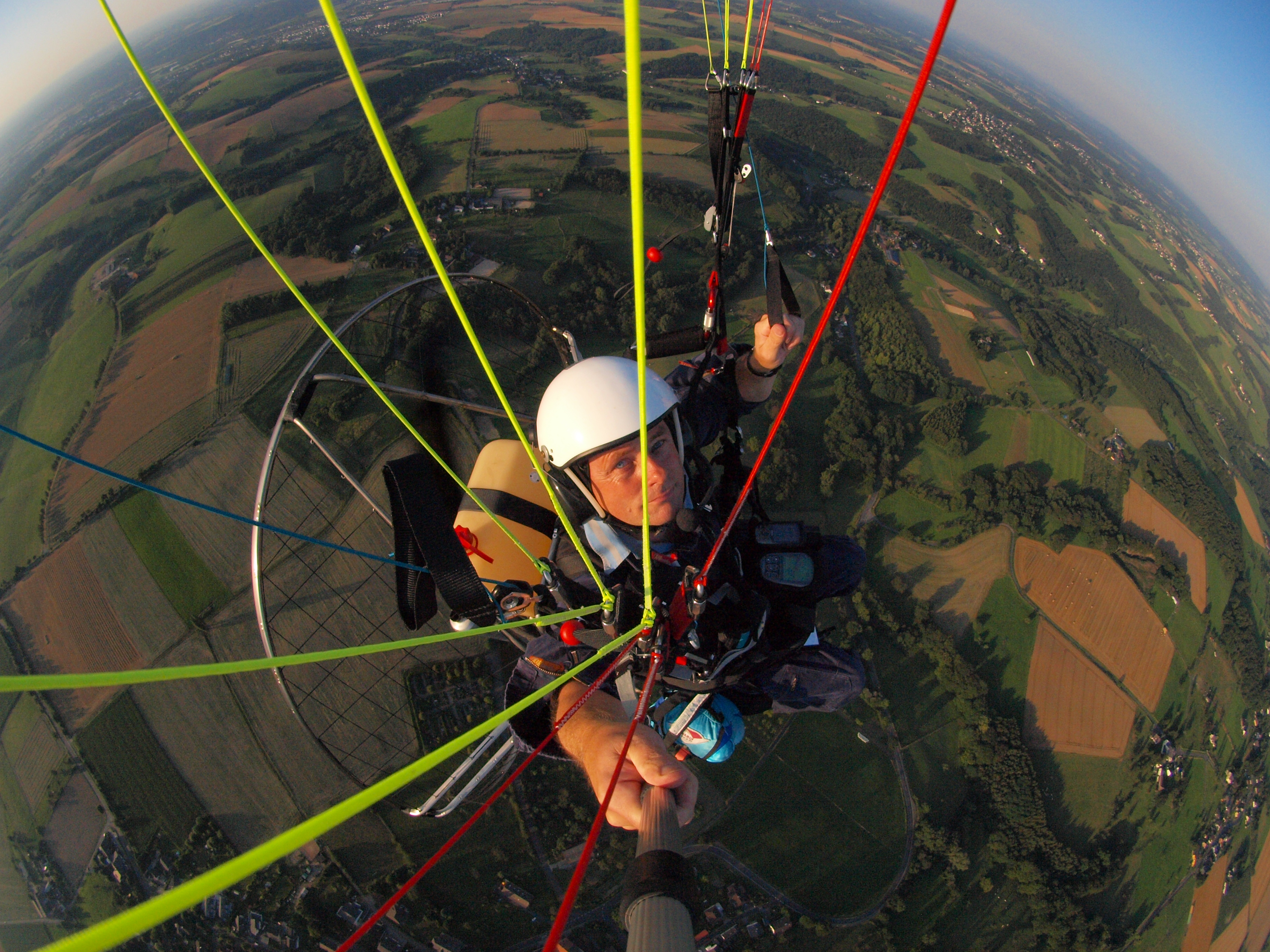
Motorschirmpilot im Flug, Fußstart

Durch den Motor wird das Gleitsegel auch in ebenem Gelände startfähig – zu Fuß oder per Rollstart – und kann auch ohne dynamische Aufwinde oder Thermik längere Zeit in der Luft bleiben. Die Motorleistung wird beim Flug im Wesentlichen in Steigen umgesetzt, während für die Geschwindigkeit grundsätzlich weiter der konstruktionsbedingte Geschwindigkeitsbereich des verwendeten Gleitsegels verantwortlich bleibt. „Gasgeben“ macht den Schirm also nicht schneller, sondern führt zu Steigen. In einem kleinen Bereich kann die Geschwindigkeit über die Schirmtrimmung verändert werden. Hierzu werden Trimmer (hintere Leinenebene) und/oder ein Beschleuniger (vordere Leinenebene) verwendet.
Im Vergleich zum motorlosen Gleitschirmfliegen wird mit einer höheren Flächenbelastung geflogen. Hierdurch erhöht sich die Trimmgeschwindigkeit. Die Fluggeschwindigkeit ist allerdings bei stationärer Höhe nur etwa gleich groß wie bei einem nicht motorisierten Gleitschirm, da der Motor den Anstellwinkel vergrößert und somit die Horizontalgeschwindigkeit verringert (Vertikalkomponente). Neue Schirmentwicklungen mit Reflexprofil (siehe S-Schlag-Profil) erlauben aktuell Geschwindigkeiten bis zu 70 km/h. Durch das S-Schlag-Profil wird die Aerodynamik verändert, die Gleitzahl verschlechtert sich. Die Motoren haben inzwischen ausreichend Leistung, das höhere Sinken kann kompensiert werden. Bei Vollreflexkappen kann man das Gleitsegel über die Tragegurte nicht kontrolliert einklappen lassen („50-%-Klapper“, „75-%-Klapper“ usw.), ein Testen des Verhaltens bei Kappenstörungen nach dem LTF-Testprotokoll ist daher nicht möglich.

## Rechtliches
Motorschirme unterliegen geräte- und länderabhängig unterschiedlichen rechtlichen Bestimmungen:

### Deutschland
In Deutschland gelten sie aufgrund des Motors als Ultraleichtflugzeug.
Im Frühjahr 2013 kam es zu einer Gesetzesänderung bei der LuftGerPV:
§ 11 (4) Muster- oder Gerätezulassungen eines Mitgliedstaates der Europäischen Union oder eines Vertragsstaates des Abkommens über den Europäischen Wirtschaftsraum sind unmittelbar gültig und ersetzen die Prüfungen nach den Absätzen 1 und 2.
Demnach dürfen Reflexprofile, die in einem EU-Staat musterzugelassen sind, nach Auskunft vom BMV legal in Deutschland geflogen werden.
Theoretisch reagieren diese Schirme in Extremsituationen aufgrund der höheren Geschwindigkeiten dynamischer als „Normal“-Schirme. Ein dadurch erhöhtes Gefahrenpotential ist in den Unfallstatistiken aus Ländern, wo Reflexkappen zugelassen sind (z. B. Frankreich), allerdings nicht erkennbar.

### Österreich
In Österreich sind motorisierte Hänge- und Paragleiter eine eigene Geräteklasse (Luftfahrtgesetz § 12.3). Je nach Bundesland gelten unterschiedliche Regeln und Zulassungen.

### Schweiz
In der Schweiz waren Motorschirme seit den 80er-Jahren generell verboten. Seit Juni 2016 sind Motorschirme mit Elektroantrieb zugelassen, allerdings mit der Einschränkung, dass auf einem Flugplatz gestartet und gelandet werden muss. Die rechtlichen Grundlagen sind in der Verordnung des UVEK über Luftfahrzeuge besonderer Kategorien (VLK) definiert.

### USA
Im englischen Sprachraum werden Motorschirme entweder als „Powered paraglider“ (PPG) oder „Powered parachute“ (PPC) bezeichnet. Diese begriffliche Unterscheidung erfolgt zwar primär nach der Art des verwendeten Gleitsegels, kennzeichnet über deren bevorzugte Verwendung in den USA damit häufig aber auch, ob es sich um einen Fußstart-Motorschirm oder einen rollstartfähigen Motorschirm handelt: Ein Motorschirm mit Rucksackmotor wird demnach in der Regel PPG, Motorschirmtrikes hingegen PPC genannt. Letzteren dienen in den USA meist tatsächlich auch Flächenfallschirme als Tragfläche.

### Türkei
In der Türkei ist das Fliegen mit Motorschirmen generell verboten, seit Terroristen diese als Angriffswaffen eingesetzt haben. Es darf nur an wenigen ausgewählten Stellen (Alanya, Kemer, Ölüdeniz) geflogen werden, wobei vorher eine Registrierung bei lokalen Stellen erforderlich ist. Die Polizeibehörden überwachen die Einhaltung sehr strikt. Es empfiehlt sich dringend, vor dem Flug bei lokalen Paramotorpiloten die notwendigen Informationen einzuholen.

## Rucksackmotor

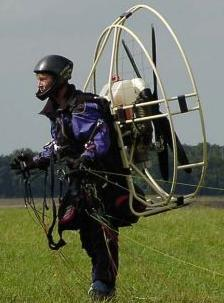
Motorschirmpilot mit Rucksackmotor

Die Bauteile eines Rucksackmotors sind ein Motor mit Tank und Propeller sowie ein oft mit einem Netz bespannter 1- oder 2-Ring-Schutzkäfig. Die Verbindung zum Piloten erfolgt in der Regel mittels Trägergurten, wie bei einem Rucksack, wobei das Gewicht des Motors im Fluge vom Schirm getragen wird und den in einem bequemen Gurtzeug sitzenden Piloten kaum belastet. Zurzeit werden fast nur Zweitaktmotoren als Antrieb verwendet. Bei einem Verbrauch zwischen drei und vier Litern pro Stunde sind mit den üblichen Tanks Flugzeiten von zwei bis zu vier Stunden möglich. Die Reichweite beträgt dann (windabhängig) etwa 100 km.

## Elektrischer Rucksackmotor
Die Bauteile eines „elektrischen Rucksackmotors“ sind in der Regel:
- ein direkt angetriebener bürstenloser Drehstromsynchron-Elektromotor mit einer Startleistung von 12,5 bzw. 16 kW und einer Dauerleistung von 10 bzw. 13,5 kW.
- die Leistungselektronik zur Erzeugung des elektrischen Drehfeldes.
- ein Lithium-Ionen- bzw. Lithium-Polymer-Akku mit einer Kapazität ab 1,2 kWh bis üblicherweise 3,0 kWh und einer Nennspannung von 48 Volt.
- der durch einen Mikroprozessor gesteuerte Motorcontroller zur Überwachung und Steuerung des Leistungsteils und der Bedieneinheit mit Display zur Ausgabe der Motorparameter und Restreichweite.
- der Gasgriff.